# 예블레시

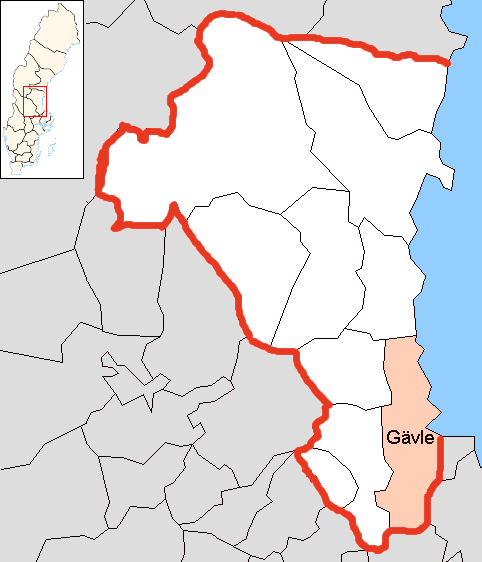
예블레 시의 위치

예블레시(스웨덴어: Gävle kommun)는 스웨덴 예블레보리주에 위치한 지방 자치체로 행정 중심지는 예블레(예블레보리 주의 주도)이며 면적은 3,199.84km2, 인구는 99,788명(2016년 12월 31일 기준), 인구 밀도는 31명/km2이다.

시 문장

## 같이 보기
- 스웨덴의 지방 자치체